# FC Etzella Ettelbruck
El Football Club Etzella Ettelbruck es un equipo de fútbol de Luxemburgo que está en la Éirepromotioun, la segunda liga de fútbol más importante del país.
Fue fundado en 1917 en la ciudad de Ettelbruck, al noreste de Luxemburgo. 

## Historia
- 1917: Club fundado como FC Etzella Ettelbruck
- 1940: FV Ettelbrück durante la ocupación alemana
- 1944: FC Etzella Ettelbruck
- 1971: Primera Temporada en la Division Nationale
- 1981: Se mudaron al Stade Am Deich
- 2001: Ganaron la Copa de Luxemburgo
- 2001: Primera participación en copas europeas (2001-02)
- 2007: Subcampeones de la Division Nationale
- 2008: Avanzó la primera ronda de la Copa Intertoto
- 2011: Desciende de la Division Nationale
- 2012: Regresa a la Division Nationale
- 2013: Desciende a la Éirepromotioun
- 2018: Regresa a la Division Nationale

## Palmarés
- Division Nationale: 0
  - Subcampeones: 1

2006-07
- Copa de Luxemburgo: 1

2000-01
- - Subcampeones: 2

2002-03, 2003-04
- Éirepromotioun: 1

2017-18

## Competiciones europeas
| Temporada | Torneo         | Ronda             | Club                  | Casa | Visita | Global  |
| --------- | -------------- | ----------------- | --------------------- | ---- | ------ | ------- |
| 2001/02   | UEFA Cup       | Clasificatoria    | Legia Varsovia        | 0-4  | 1-2    | 1-6     |
| 2003/04   | UEFA Cup       | Clasificatoria    | NK Kamen Ingrad       | 1-2  | 0-7    | 1-9     |
| 2004/05   | UEFA Cup       | 1ª Clasificatoria | FC Haka               | 1-3  | 1-2    | 2-5     |
| 2005/06   | UEFA Cup       | 1ª Clasificatoria | Keflavik ÍF           | 0-4  | 0-2    | 0-6     |
| 2006/07   | UEFA Cup       | 1ª Clasificatoria | Atvidabergs FF        | 0-3  | 0-4    | 0-7     |
| 2007/08   | UEFA Cup       | 1ª Clasificatoria | HJK Helsinki          | 0-1  | 0-2    | 0-3     |
| 2008      | Copa Intertoto | 1                 | FC Lokomotivi Tbilisi | 0-0  | 2-2    | 2-2 (v) |
| 2008      | Copa Intertoto | 2                 | Saturn Moscow Oblast  | 1-1  | 0-7    | 1-8     |

### Números en UEFA
|                | Juegos | G | E | P  | GF | GC | GD  |
| -------------- | ------ | - | - | -- | -- | -- | --- |
| Copa UEFA      | 12     | 0 | 0 | 12 | 4  | 36 | -32 |
| Copa Intertoto | 4      | 0 | 3 | 1  | 3  | 10 | -7  |

## Exntrenadores
- Luc Holtz (julio de 2003–junio de 2008)
- Florim Aliaj (julio de 2008–octubre de 2008)
- Álvaro da Cruz (octubre de 2008–junio de 2009)
- Benny Reiter (julio de 2009–junio de 2010)
- Eddie Rob (interino) (abril de 2011–junio de 2011)
- Patrick Grettnich (julio de 2011–)

## Jugadores

### Jugadores destacados
| - Roberto Borges - Paulo Borrega - Marco Bulas Dias - Daniel da Mota - Amara Dabo - Georges Eiden - Philippe Felgen - Daniel Fellens - Ralph Ferron - Armand Goldschmit - Patrick Grettnich - Tim Heinz | - Pit Hilbert - Luc Holtz - Samir Kalabic - Claude Kreins - Claude Mausen - Luc Melchior - Victor Mestre - Alen Milak - Luc Mischo - Jalison Moreira - Mike Ney - Nuno Oliveira | - Mputu Papi - Neil Pattison - Yves Picard - Carlos Pimenta - Patrick Posing - Marc Reuter - Carlo Schiltges - Chris Spogen - Albert van Zeebroeck - Jean Vanek - Mario Zannier - Dan Zanon |